# نيوتون (نيوهامشير)
نيوتون (بالإنجليزية: Newton, New Hampshire)‏ هي بلدة أمريكية تقع في الولايات المتحدة في Rockingham County. يقدر عدد سكانها بـ 4,603 نسمة ومساحتها 26.1 كم2 وترتفع عن سطح البحر 59 متر.